# 스트리트 파이터 II: 챔피언 에디션
《스트리트 파이터 II: 챔피언 에디션》은 1992년 캡콤의 아케이드용 출시된 대전 격투 게임이다. 오리지널에서 문제시 되었던 각종 버그를 수정. 그리고 오리지널에서 선택이 불가능하였던 사천왕을 플레이어 캐릭터로 추가하였다.
이 버전업의 등장으로 인해 2편의 인기는 더욱 가속화되었고 전설적인 인기를 보여주면서 스트리트 파이터2의 신화에 박차를 가했다. 구 2시리즈 중에서는 현재까지 가장 인정받고 많은 매니아층이 남아있는 버전이다.
현재 한국에서도 가장 많이 플레이되고 있으며 한국의 유명 게임센터중의 하나인 정인에서는 4조가 현재 성황리에 돌아가고 있으며 2009년 4월경 9차 전국대회까지 열리고 있다. 가정용에서는 유일하게 당시 PC엔진으로 이식이 되어 있으며 MD로는 터보와의 합본형식으로 대시플러스라는 타이틀로 발매되었다.(당시 닌텐도와의 계약으로 인해 타기종으로 같은 타이틀로 발매할 수 없었기 때문이다)

## 게임플레이
1월 단계부터 8월 단계까지는 자기 자신의 또 다른 컬러의 캐릭터를 포함해 류를 이기면 에드몬드 혼다, 에드몬드 혼다를 이기면 블랑카, 블랑카를 이기면 가일, 가일을 이기면 켄 마스터즈, 켄 마스터즈를 이기면 춘리, 춘리를 이기면 장기에프, 장기에프를 이기면 달심, 달심을 이기면 류가 등장하는 방식으로 되어있다. 9월 단계에는 마이크 바이슨, 10월 단계에는 발로그, 11월 단계에는 사가트, 12월(끝) 단계에는 베가가 등장한다. 이긴 캐릭터가 얼굴 등을 다친 캐릭터에게 말을 한다. 상대 캐릭터가 얼굴 등을 다친 장면이 나오면 다음 단계로 넘어가고 (단, 12월(끝) 단계에 이기면 베가가 얼굴 등을 다친 장면이 나오지 않고 바로 엔딩으로 간다.) 자기 캐릭터가 얼굴 등을 다친 장면이 나오면 얼굴 등을 다쳐 아파하는 캐릭터의 오른쪽에 48개 (가로 6개×세로 8개)의 발광 다이오드로 9초를 준다. (단, 9부터 1까지는 영어 음성이 나오고 0은 숫자 바뀌는 소리만 난다.) 9초 이내에 이어하면 바탕 화면에 하양이 깜박인 후 얼굴 등을 다쳐 아파하는 캐릭터가 용기를 내고 (단, 사천왕은 그렇지 않다. 또, 가일은 '익'에서 '소닉붐' 하고 용기를 내는 것으로 변경되었다.) 이어하지 않는 사이에 9초가 경과하여 -1이 되면 바탕 화면에 빨강이 깜박인 후 얼굴 등을 다쳐 아파하는 캐릭터의 비명소리와 함께 얼굴 등을 다쳐 아파하는 캐릭터가 흑백으로 변하고 게임 오버가 된다.

## 평가
| 통합 점수        | 통합 점수                                                  |
| 통합사           | 점수                                                       |
| ---------------- | ---------------------------------------------------------- |
| Defunct Games    | Genesis: 89%                                               |
| NinRetro         | Mega Drive: 93%                                            |
| 평론 점수        |                                                            |
| 평론사           | 점수                                                       |
| 올게임           | Arcade: · TurboGrafx: · Genesis:                           |
| CVG              | Mega Drive: 94%                                            |
| 에지             | PC Engine: 8 / 10 Mega Drive: 8 / 10                       |
| EGM              | Genesis: 33 / 40                                           |
| 패미츠           | PC Engine: 34 / 40 Mega Drive: 30 / 40 Mega Drive: 10 / 10 |
| 게임팬           | Genesis: 389 / 400 TurboGrafx: 374 / 400                   |
| 게임프로         | Genesis: 5 / 5                                             |
| 게임즈마스터     | Mega Drive: 95%                                            |
| Electronic Games | Genesis: 90%                                               |
| Gamers           | Mega Drive: A                                              |
| Mega             | Mega Drive: 92%                                            |
| MegaTech         | Mega Drive: 95%                                            |

| 수상                                | 수상                                                                              |
| 평론사                              | 수상                                                                              |
| ----------------------------------- | --------------------------------------------------------------------------------- |
| 1992 Gamest Grand Prize (Winner)    | Best Game of 1992, Best Action Game, Best Album                                   |
| 1992 Gamest Grand Prize (Runner-Up) | 3rd Best VGM, 5th Best Direction, 6th Best Graphics, 3rd Best Character (Chun-Li) |